# Eve 6

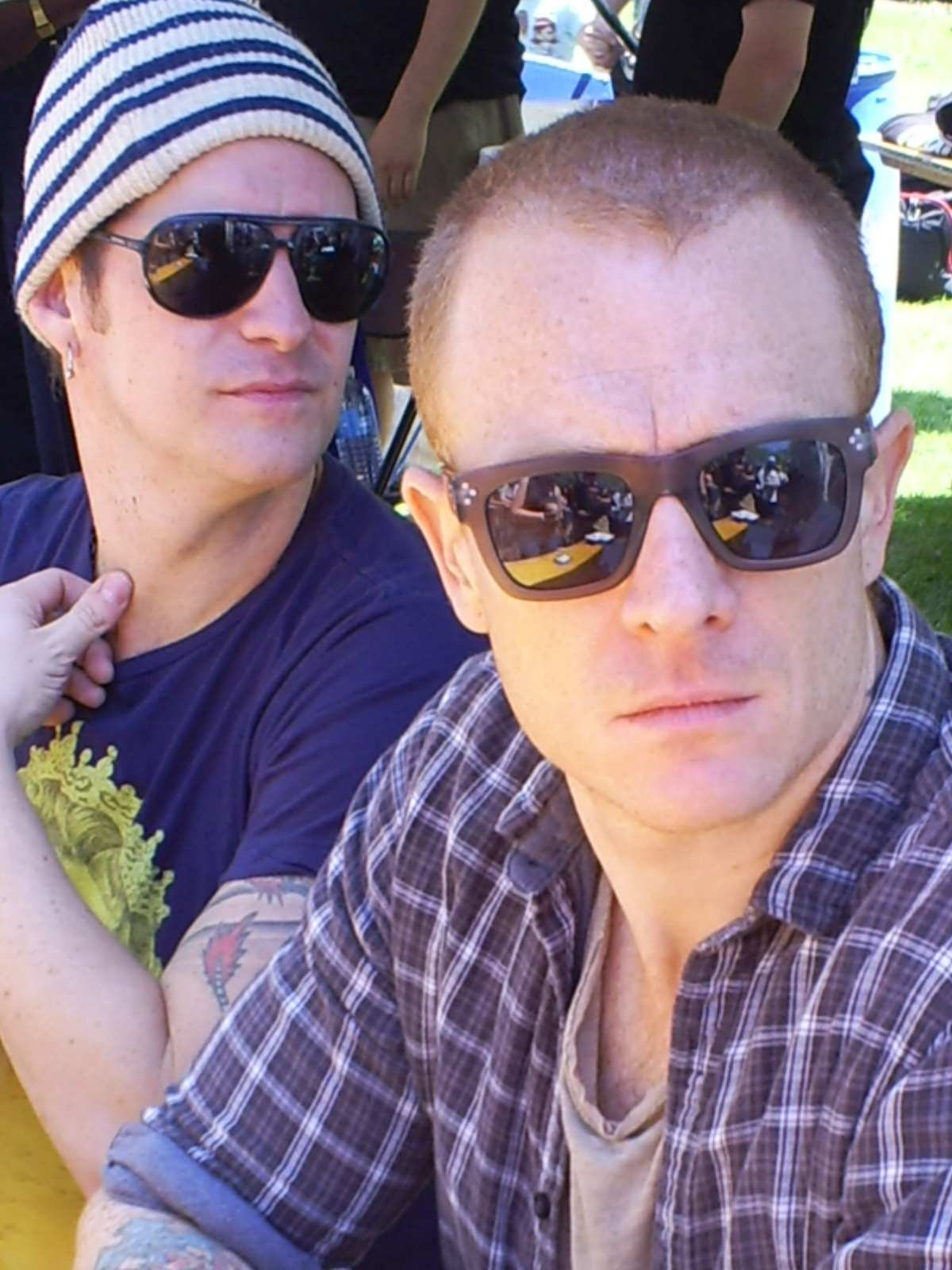
Drummer Tony Fagenson (left) and singer/bassist Max Collins (right) at a Boston concert in May 2012.

Eve 6 (às vezes escrito como EVƎ 6) é uma banda de rock do sul da Califórnia que ficou conhecida por suas músicas "Think Twice", "Inside Out", "Leech",Tong Tied", tocada no jogo test driver 6,  e a música "Here's to the Night". A banda se desfez em 2004 e se reuniu com dois dos três membros originais, em outubro de 2007.
O último trabalho da banda foi o álbum Speak In Code, lançado em 2012.

## Álbuns
- Eleventeen EP - 1996
- Eve 6 - 1998
- Horrorscope - 2000
- It's All in Your Head - 2003
- Speak In Code - 2012